# Vanderlei Assis
Vanderlei Assis de Souza, ou apenas Vanderlei Assis (Rio de Janeiro - então Distrito Federal, 29 de outubro de 1945), é um ex-político brasileiro. Sua carreira política foi ligada ao PRONA e seu fundador, Enéas Carneiro.

## Biografia
Após algumas candidaturas no Rio de Janeiro, Vanderlei Assis foi eleito deputado federal por São Paulo em 2002, com apenas 275 votos, graças à expressiva votação de Enéas, que naquele ano obteve mais de 1 milhão e meio de votos.
Posteriormente, descobriu-se que residia e trabalhava, como servidor público, no Rio de Janeiro.
Em 2006, Vanderlei Assis teve seu nome envolvido na lista de suspeitos da CPI dos Sanguessugas. À época do inquérito, entretanto, já não fazia mais parte do quadro do partido. Não foi reeleito deputado em 2005 - um ano antes, já transferira novamente seu domicílio eleitoral para seu estado natal e filiou-se ao PP.
Após recurso, Vanderlei foi condenado, em 2010, à prestação de serviços à comunidade.